# Bila Krynyzja (Tscherniwzi)
Bila Krynyzja (ukrainisch Біла Криниця; russisch Белая Криница Belaja Kriniza, rumänisch Fântâna Albă, bis 1918 unter österreichischer Verwaltung Fontana Alba oder Biala Kiernica) ist ein Dorf in der Oblast Czernowitz der westlichen Ukraine. Es befindet sich im Rajon Tscherniwzi nur wenige hundert Meter nördlich der ukrainisch-rumänischen Grenze in der historischen Landschaft Bukowina.
Am 12. Juni 2020 wurde das Dorf ein Teil neu gegründeten Landgemeinde Kamjanka im Rajon Hlyboka, bis dahin bildete es zusammen mit dem nordöstlich gelegenen Dorf Staryj Wowtschynez die Landratsgemeinde Staryj Wowtschynez (Старововчинецька сільська рада/Starowowtschynezka silska rada) im Süden des Rajons.
Seit dem 17. Juli 2020 ist der Ort ein Teil des Rajons Tscherniwzi.

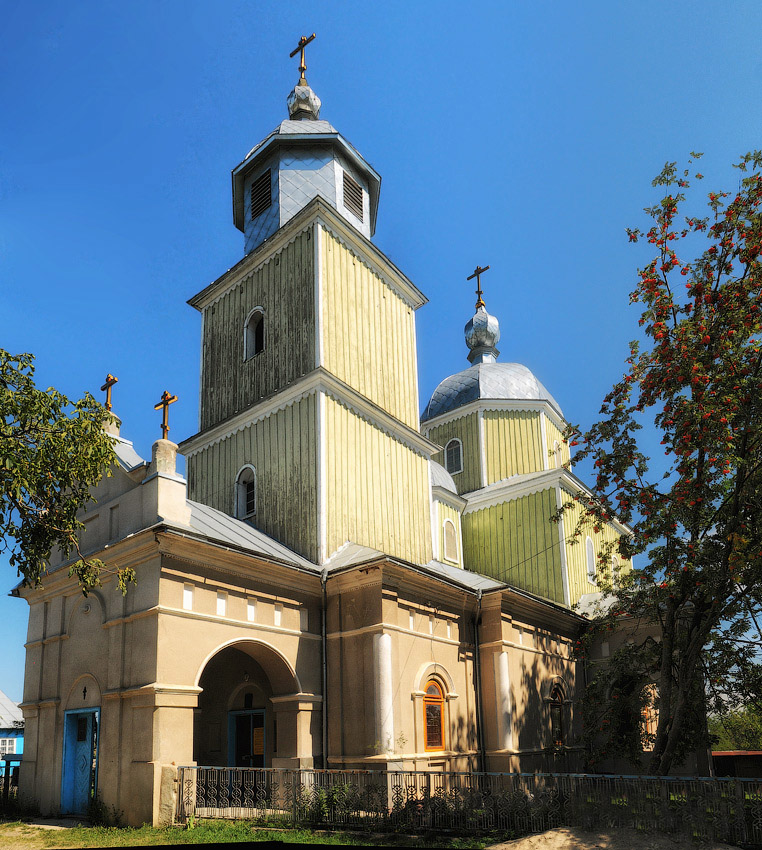
Kirche der Altgläubigen im Dorf

Die Hierarchie von Belaja Kriniza (Belokrinizkaja hierarchija) der Altgläubigen hatte hier ihren Hauptsitz (offiziell ist er es noch heute), seit 1940 befindet sich dieser in Brăila. Die Lipowanische Christliche Kirche vom Alten Ritus (siehe auch Lipowaner) und die Russisch-Orthodoxe Altritualistische Kirche gehören dieser an.

## Geschichte
Der Ort wurde 1785 als eine von mehreren Lipowanerkolonien gegründet, nachdem das Gebiet mit dem Namen Warniza schon 1784 für die Ansiedlung der Lipowaner auserkoren wurde. Bis 1918 war er ein Teil des österreichischen Kronlandes Bukowina (im Gerichtsbezirk Sereth), danach kam es zu Rumänien und lag im Kreis Storojineț. Nach der Besetzung der Nordbukowina durch die Sowjetunion 1940 als Folge des Hitler-Stalin-Paktes kam es am 1. April 1941 zum Massaker von Fântâna Albă, bei dem etwa 2000–3000 Menschen durch sowjetische Truppen getötet wurden. Im Sommer 1941 eroberte Rumänien das Gebiet und den Ort zunächst wieder zurück, wurde jedoch 1944 erneut ein Teil der Ukrainischen SSR innerhalb der Sowjetunion. Nach deren Zerfall 1991 ist die Ortschaft Teil der unabhängigen Ukraine.